# I'll Come Back to You
I'll Come Back to You è un singolo del rapper canadese Powfu pubblicato il 12 maggio 2020.

## Tracce
1. I'll Come Back to You – 2:15